# Trama (tessitura)

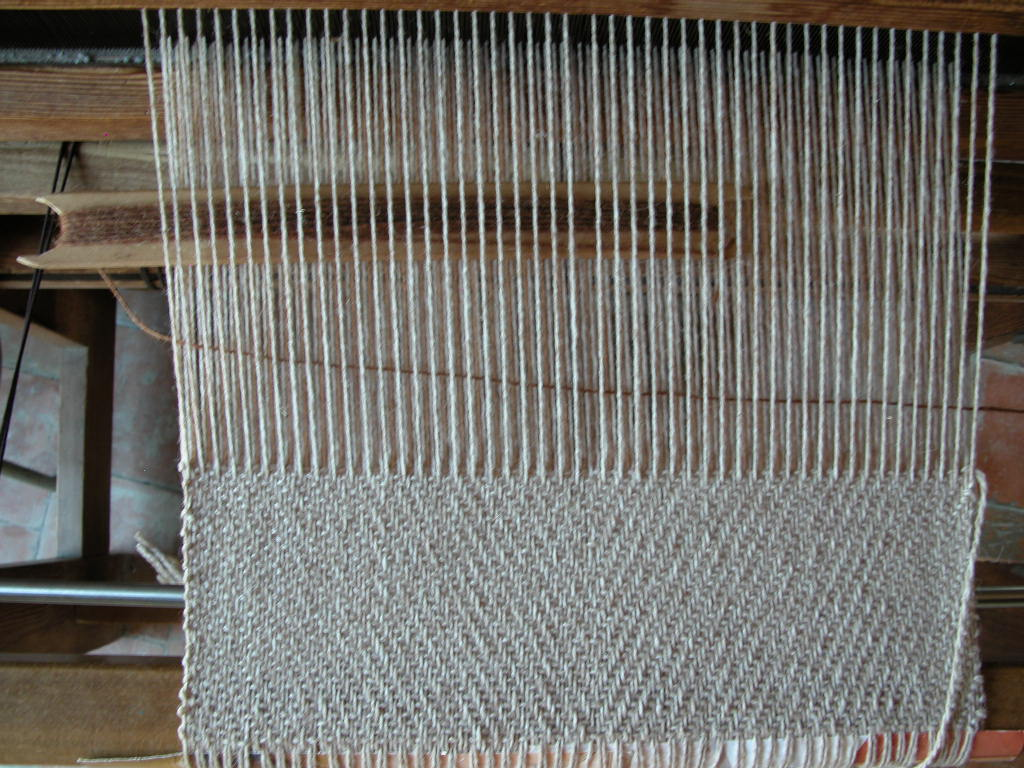
La navetta mette la trama tra i fili d'ordito

La trama è l'insieme di fili che con quelli dell'ordito concorrono nel formare un tessuto. Se si guarda un lavoro di tessitura sul telaio i fili di trama sono quelli disposti orizzontalmente, che vanno da una cimosa all'altra. 

## Caratteristiche
È inserita nel passo dell'ordito da una navetta o spoletta, che passando da un lato all'altro del telaio, srotola il filato che viene battuto dal pettine per avvicinarlo al filo di trama della riga precedente, così una riga dopo l'altra viene tessuta una stoffa.
Il filo di trama può essere unico, o possono essercene diversi, di differenti colori se il tessuto è a righe o scozzese, o di differenti materiali o dimensioni nel caso di tessuti complessi come il broccato o il piqué. Può anche non essere un filo: nel caso dei pezzotti è una strisciolina di stoffa, nella tessitura di stuoie una fibra di rafia o paglia (in Brasile paglia di burìti), in alcuni tappeti è uno stoppino di feltro, detto pignolo.
- trama slegata o slegatura di trama: trama che passa sopra ad alcuni fili contigui dell'ordito.
- trama lanciata: trama supplementare a quelle che formano la base del tessuto, va da un cimosa all'altra e appare solo sul diritto del tessuto.
- trama spolinata o broccata: trama che viene inserita solamente per la larghezza del disegno che si vuole ottenere, tecnica spolinato, con un'apposita navetta che si chiama spolino.

## Messa in carta

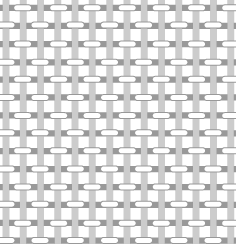
La trama forma le righe orizzontali nella tela

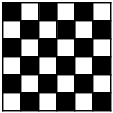
Messa in carta di un'armatura tela

La rappresentazione grafica di un'armatura, chiamata messa in carta è fatta con uno schema in cui si alternano quadretti bianchi e neri, il filo di trama è rappresentato da quello nero. Questo quadretto significa che in quel punto vediamo il filo di trama perché passa davanti a quello d'ordito, che è indicato dal quadretto bianco.
Più quadretti neri consecutivi orizzontalmente indicano una slegatura di trama, il filo è passato davanti ad alcuni fili di ordito consecutivi.

## Curiosità
Nonostante oggi l'azione di tramare, cioè tessere, sia ben distante dall'esperienza diretta della maggioranza delle persone, il termine è ancora saldamente radicato nell'immaginario collettivo, insieme al termine ordire (o anche, ordire una trama), col significato di architettare, compiere azioni in modo nascosto, sotterraneo, nell'ombra. Però, sarebbe corretto dire "tramare un ordito" considerato che è il filo/i della trama che si va a intrecciare con quelli dell'ordito (ordito = fili statici tesi da un lato all'altro del telaio).